# Список млекопитающих Австралии

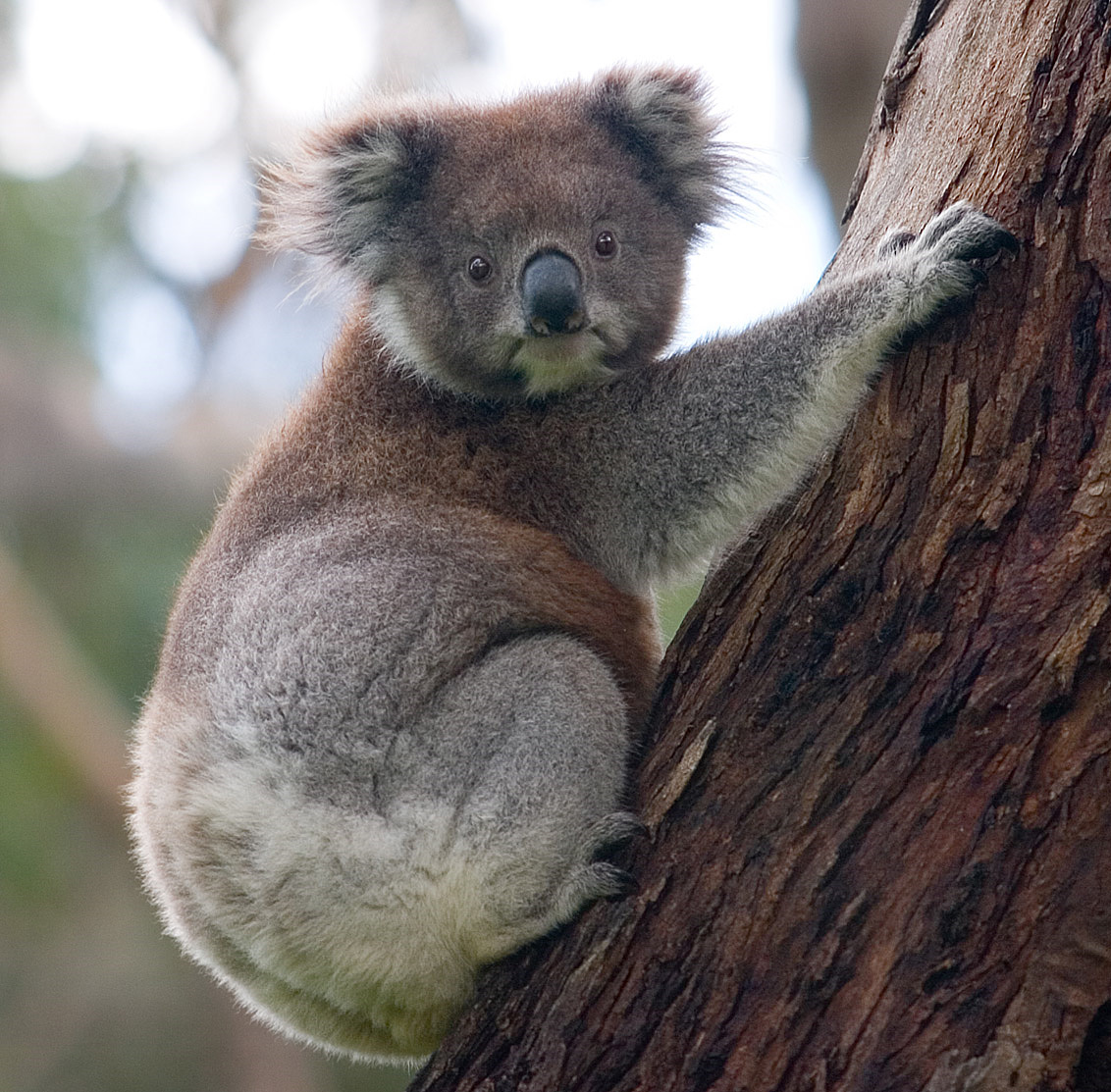
Коала может долгое время не пить воды, так как большую её часть он получат из поедаемых листьев

Фауна Австралии и прилегающих вод включает 379 видов млекопитающих, в том числе 159 сумчатых, 76 рукокрылых, 69 грызунов (5 интродуцированных), 44 китообразных, 10 ластоногих, 3 плацентарных наземных хищника (2 современных и 1 субрецентный интродуценты), 13 интродуцированных копытных, 2 интродуцированных зайцеобразных, и 1 сирена (Дюгонь). Систематика и номенклатура по Van Dyck and Strahan.
Списки видов по Menkhorst and Knight с дополнениями по Gardner and Groves.

## Эндемики Австралии
83 % млекопитающих Австралии нигде более не встречаются, являясь местными эндемиками. Эндемичными для материка являются несколько отрядов и семейств:
- Отряд Сумчатые кроты (Notoryctemorphia, 1 семейство, 1 род и 2 вида);
- Отряд Хищные сумчатые (Dasyuromorphia);
- Отряд Однопроходные (Monotremata). Утконосы и ехидны;
- Семейство Сумчатые волки (Thylacinidae), вымерли. 1 вид — Сумчатый волк, или тилацин (Thylacinus cynocephalus). Остров Тасмания;
- Семейство Сумчатые муравьеды (Myrmecobiidae) 1 вид в Австралии;
- Семейство Вомбаты (Vombatidae);
- Семейство Медведи сумчатые (Phascolarctidae). Коала, или сумчатый медведь (Phascolarctos cinereus).

## Охранный статус
Охранный статус каждого вида по оценкам МСОП указан с помощью следующих обозначений:
| EX | Extinct               | Исчезнувший                       |
| EW | Extinct in the wild   | Исчезнувшие в дикой природе       |
| CR | Critically Endangered | Находится под критической угрозой |
| EN | Endangered            | Находится под угрозой             |
| VU | Vulnerable            | Уязвим                            |
| NT | Near Threatened       | Близкий к угрожающему состоянию   |
| LC | Least Concern         | В наименьшей угрозе               |
| DD | Data Deficient        | Сведения недостаточны             |
| NE | Not Evaluated         | Виды с неисследованным статусом   |

## ОтрядОднопроходные(Monotremata,Яйцекладущие)
| Название                     | Латинское название       | Автор таксона | Статус МСОП | Изображение |
| Отряд: Однопроходные         |                          |               |             |             |
| Семейство: Ornithorhynchidae |                          |               |             |             |
| Утконос                      | Ornithorhynchus anatinus | (Shaw, 1799)  | LC          |             |
| Семейство: Tachyglossidae    |                          |               |             |             |
| Австралийская ехидна         | Tachyglossus aculeatus   | (Shaw, 1792)  | LC          |             |

## ОтрядХищные сумчатые(Dasyuromorphia)
| Название                | Латинское название                 | Автор таксона  | Статус МСОП | Изображение |
| Отряд: Хищные сумчатые  |                                    |                |             |             |
| Семейство: Thylacinidae |                                    |                |             |             |
| †Тилацин                | Thylacinus cynocephalus — вымерший | (Harris, 1808) | EX          |             |

Семейство Dasyuridae
- Подсемейство Dasyurinae
  - Гребнехвостые сумчатые мыши (Dasycercus)
    - Dasycercus blythi;
    - Гребнехвостая сумчатая мышь (Dasycercus cristicauda)

  - Западноавстралийские сумчатые мыши (Dasykaluta)
    - Западная сумчатая мышь (Dasykaluta rosamondae)

  - Двугребнехвостые сумчатые мыши (Dasyuroides)
    - Двугребнехвостая сумчатая мышь (Dasyuroides byrnei)

  - Пятнистые сумчатые куницы (Dasyurus)
    - Чернохвостая сумчатая куница (Dasyurus geoffroii);
    - Северная сумчатая куница (Dasyurus hallucatus);
    - Пятнистохвостая сумчатая куница (Dasyurus maculatus);
    - Крапчатая сумчатая куница (Dasyurus viverrinus).

  - Крапчатые сумчатые мыши (Parantechinus)
    - Крапчатая сумчатая мышь (Parantechinus apicalis)

  - Толстохвостые сумчатые мыши (Pseudantechinus)
    - Песчаниковая сумчатая мышь (Pseudantechinus bilarni)
    - Толстохвостая сумчатая мышь (Pseudantechinus macdonnellensis)
    - Pseudantechinus mimulus
    - Кимберлийская сумчатая мышь (Pseudantechinus ningbing)
    - Сумчатая мышь Вулли (Pseudantechinus woolleyae)

  - Тасманийские дьяволы (Sarcophilus)
    - Тасманийский дьявол (Sarcophilus harrisii)
- Подсемейство Phascogalinae
  - Сумчатые мыши (Antechinus)
    - Antechinus adustus
    - Antechinus agilis
    - Пятнистоглазая сумчатая мышь (Antechinus bellus)
    - Желтоногая сумчатая мышь (Antechinus flavipes)
    - Сумчатая мышь Годмана (Antechinus godmani)
    - Коричневая сумчатая мышь (Antechinus leo)
    - Малая сумчатая мышь (Antechinus minimus)
    - Бурая сумчатая мышь (Antechinus stuartii)
    - Antechinus subtropicus
    - Сумчатая мышь Свенсона (Antechinus swainsonii)

  - Мышевидки (Phascogale)
    - Малая сумчатая крыса (Phascogale calura)
    - Тафа (Phascogale tapoatafa)
- Подсемейство Sminthopsinae
  - Узконогие сумчатые мыши (Sminthopsis)
    - Сумчатая мышь Айткена (Sminthopsis aitkeni)
    - Каштановая сумчатая мышь (Sminthopsis archeri)
    - Sminthopsis bindi
    - Sminthopsis boullangerensis
    - Сумчатая мышь Батлера (Sminthopsis butleri)
    - Жирнохвостая сумчатая мышь (Sminthopsis crassicaudata)
    - Малая длиннохвостая сумчатая мышь (Sminthopsis dolichura)
    - Сумчатая мышь Дугласа (Sminthopsis douglasi)
    - Черноватая сумчатая мышь (Sminthopsis fuliginosus)
    - Сумчатая мышь Гилберта (Sminthopsis gilberti)
    - Белохвостая сумчатая мышь (Sminthopsis granulipes)
    - Серобрюхая сумчатая мышь (Sminthopsis griseoventer)
    - Мохноногая сумчатая мышь (Sminthopsis hirtipes)
    - Белоногая сумчатая мышь (Sminthopsis leucopus)
    - Длиннохвостая сумчатая мышь (Sminthopsis longicaudata)
    - Полосатолицая сумчатая мышь (Sminthopsis macroura)
    - Малая узколапая сумчатая мышь (Sminthopsis murina)
    - Сумчатая мышь Тротона (Sminthopsis ooldea)
    - Песчаная сумчатая мышь (Sminthopsis psammophila)
    - Краснощёкая сумчатая мышь (Sminthopsis virginiae)
    - Сумчатая мышь Янгсона (Sminthopsis youngsoni)

  - Сумчатые тушканчики (Antechinomys)
    - Сумчатый тушканчик (Antechinomys laniger)
- Подсемейство Planigalinae
  - Нинго (Ningaui)
    - Вонго (Ningaui ridei)
    - Западный нинго (Ningaui timealeyi)
    - Южный нинго (Ningaui yvonneae)

  - Плоскоголовые сумчатые мыши (Planigale)
    - Мелкозубая сумчатая мышь (Planigale gilesi)
    - Северная сумчатая мышь (Planigale ingrami)
    - Карликовая сумчатая мышь (Planigale maculata)
    - Новогвинейская сумчатая мышь (Planigale novaeguineae)
    - Южная сумчатая мышь (Planigale tenuirostris)

Семейство Myrmecobiidae
- Намбат, Myremecobius fasciatus

### Peramelemorphia(бандикуты)
Семейство Peroryctidae
- Бандикут, Echymipera rufescens

Семейство Peramelidae
Семейство Thylacomyidae

### Notoryctemorphia
Семейство Notoryctidae

### Diprotodontia

#### Vombatiformes(вомбаты и коалы)
Семейство Vombatidae
Семейство Phascolarctidae
- Коала, Phascolarctos cinereus

#### Phalangeriformes(поссумыи летяги)
Семейство Phalangeridae
Семейство Burramyidae (Карликовые кускусы)
- Горный кускус, Burramys parvus
- Соневидные кускусы, Cercartetus
  - Cercartetus caudatus
  - Cercartetus concinnus
  - Cercartetus lepidus
  - Cercartetus nanus

Семейство Tarsipedidae
- Поссум-медоед, Tarsipes rostratus или Tarsipes spenserae

Семейство Petauridae
- Подсемейство Dactylopsilinae
  - Полосатые поссумы, Dactylopsila
    - Dactylopsila megalura
    - Dactylopsila palpator
    - Dactylopsila tatei
    - Dactylopsila trivergata
- Подсемейство Petaurinae
  - Беличий кускус, Gymnobelideus leadbeateri
  - Сумчатые летяги, Petaurus
    - Petaurus abidi
    - Petaurus australis
    - Petaurus biacensis
    - Petaurus breviceps — сахарный летающий поссум
    - Petaurus gracilis
    - Petaurus norfolcensis

Семейство Pseudocheiridae, Кольцехвостые поссумы
Семейство Acrobatidae, Перохвостые летяги
- Перохвостый акробат, Acrobates pygmaeus

#### Macropodiformes(кенгуру и валлаби)
Семейство Hypsiprymnodontidae
- Кенгуровая мускусная крыса, Hypsiprymnodon moschatus

Семейство Potoroidae, Кенгуровые крысы
- Рыжий беттонг, большой крысиный кенгуру, Aepyprymnus rufescens
- Беттонги, опоссумовые крысы, Bettongia
  - Bettongia gaimardi
  - Bettongia lesueur
  - Bettongia penicillata
  - Bettongia tropica
- Гологрудый кенгуру, Caloprymnus campestris (вымер)
- Потору, Potorous
  - Potorous longipes
  - Potorous platyops (вымер)
  - Potorous tridactylus
  - Potorous gilbertii

Семейство Macropodidae, Кенгуровые
- Подсемейство Sthenurinae
  - Полосатый кенгуру, полосатый валлаби-заяц, Lagostrophus fasciatus
- Подсемейство Macropodinae
  - Обычные (исполинские) кенгуру и валлаби
    - Прыткий валлаби, Macropus agilis
    - Валлаби-антилопа, Macropus antilopinus
    - Валлару Бернарда, Macropus bernadus
    - Чернополосый валлаби, Macropus dorsalis
    - Таммар, Macropus eugenii
    - Западный серый кенгуру, Macropus fuliginosus
    - Восточный серый кенгуру, Macropus giganteus
    - Валлаби Грея, Macropus greyii (вымер)
    - Перчаточный валлаби, Macropus irma
    - Валлаби Парма, Macropus parma
    - Валлаби Парри, Macropus parryi
    - Обыкновенный валлару, Macropus robustus
    - Рыже-серый валлаби, Macropus rufogrisseus
    - Рыжий кенгуру, Macropus rufus

  - Болотный валлаби, Wallabia bicolor
  - Горные валлаби
    - Petrogale assimilis
    - Petrogale brachyotis
    - Petrogale burbidgei
    - Petrogale coenensis
    - Petrogale concinna
    - Petrogale godmani
    - Petrogale inornata
    - Petrogale herberti
    - Petrogale lateralis
    - Petrogale mareeba
    - Petrogale penicillata
    - Petrogale persephone
    - Petrogale purpureicollis
    - Petrogale rothschildi
    - Petrogale sharmani
    - Petrogale xanthopus

  - Филандеры
    - Thylogale billardierii
    - Thylogale stigmatica
    - Thylogale thetis

  - Квокка, короткохвостый кенгуру, Setonix brachyurus
  - Когтехвостые кенгуру
    - Onychogalea fraenata
    - Onychogalea lunata (вымер)
    - Onychogalea unguifera

  - Валлаби-зайцы
    - Lagorchestes asomatus
    - Lagorchestes conspicillatus
    - Lagorchestes hirsutus
    - Lagorchestes leporides

  - Древесные валлаби
    - Dendrolagus inustus
    - Dendrolagus lumholtzi
    - Dendrolagus bennettianus
    - Dendrolagus ursinus
    - Dendrolagus matschiei Древесный кенгуру Матши
    - Dendrolagus dorianus
    - Dendrolagus goodfellowi
    - Dendrolagus spadix
    - Dendrolagus mbaiso
    - Dendrolagus scottae 

  - Лесные кенгуру Новой Гвинеи
    - Dorcopsis vanheurni
    - Кенгуру Маклея, Dorcopsis (Dorcopsulus) macleayi
    - Dorcopsis veterum
    - Dorcopsis hageni
    - Dorcopsis atrata

## Галерея млекопитающих Австралии

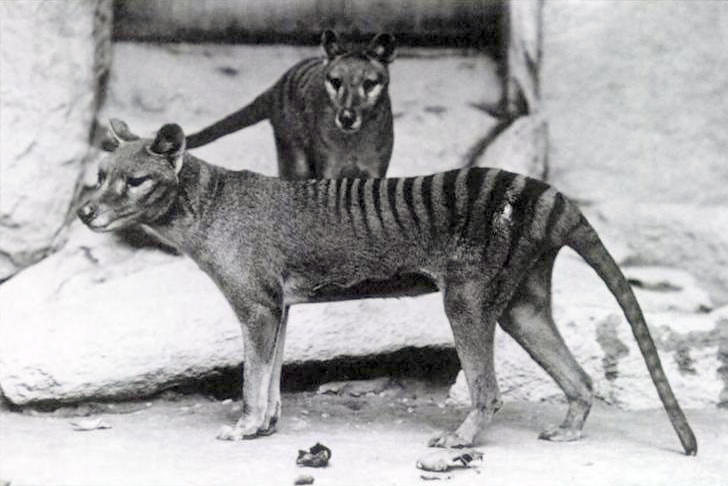
Тилацин, вымерший в 1936 году
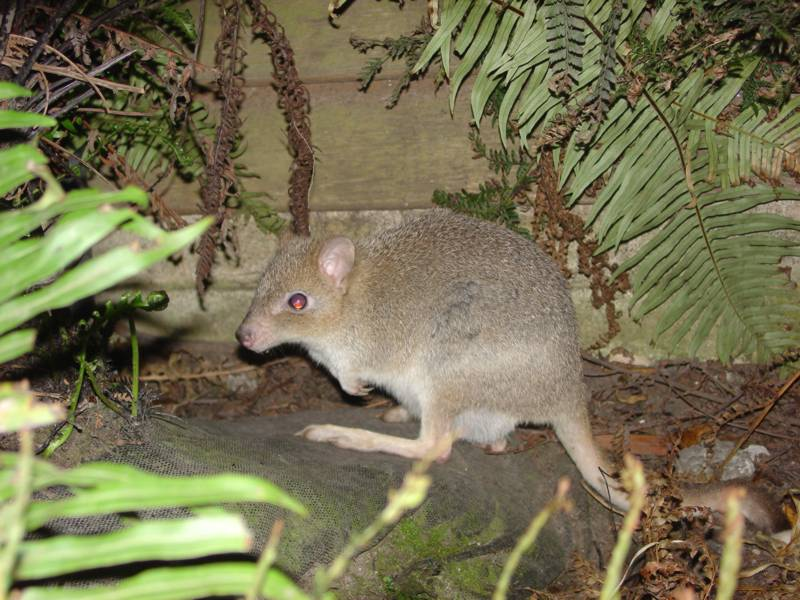
Bettongia gaimardi
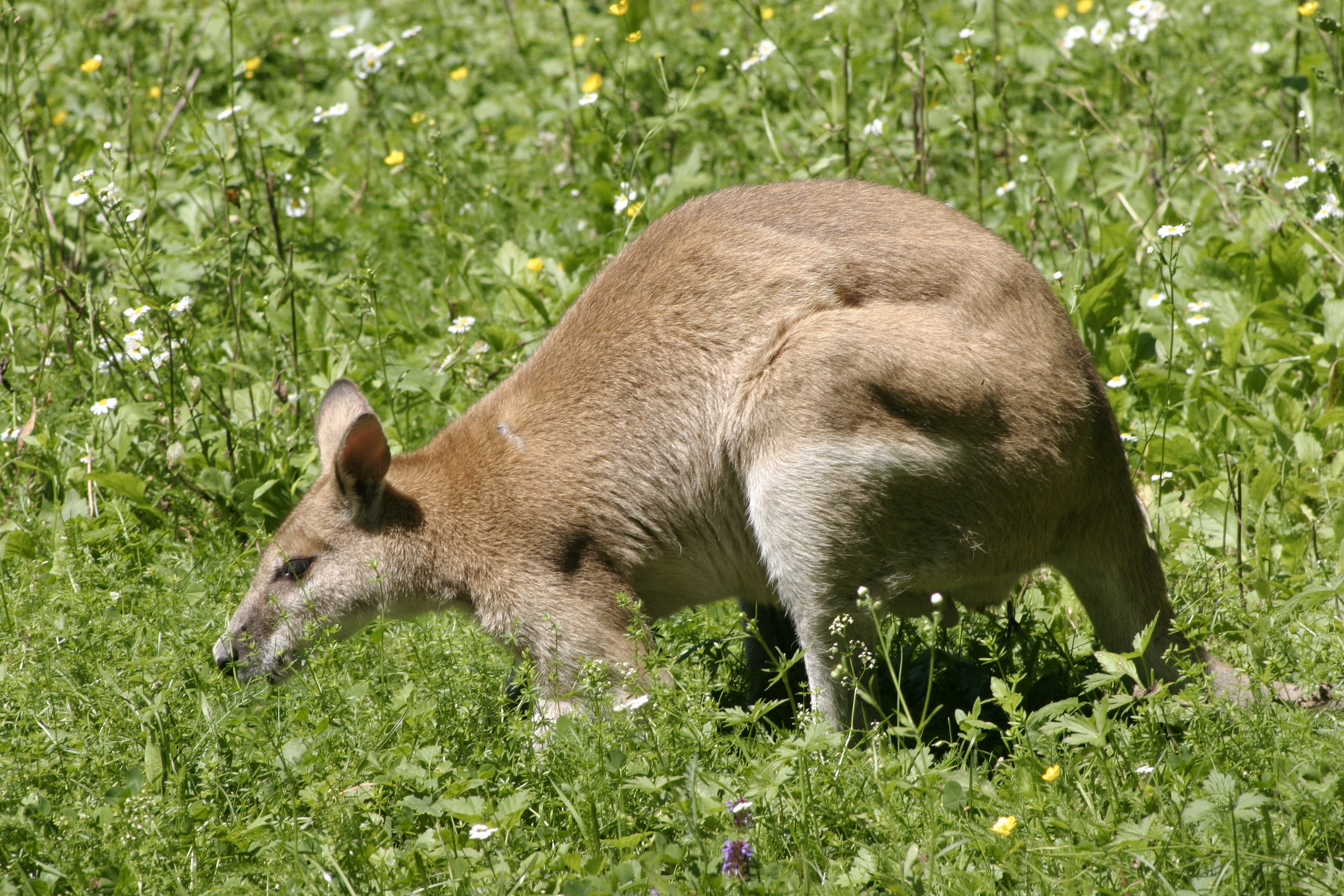
Macropus agilis
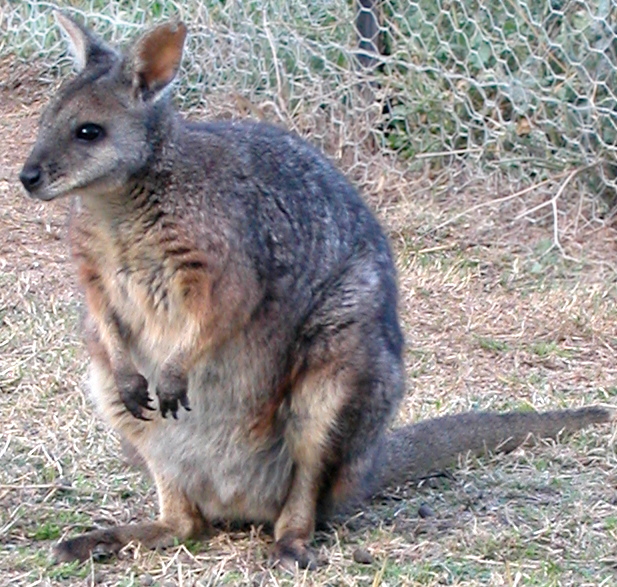
Macropus eugenii
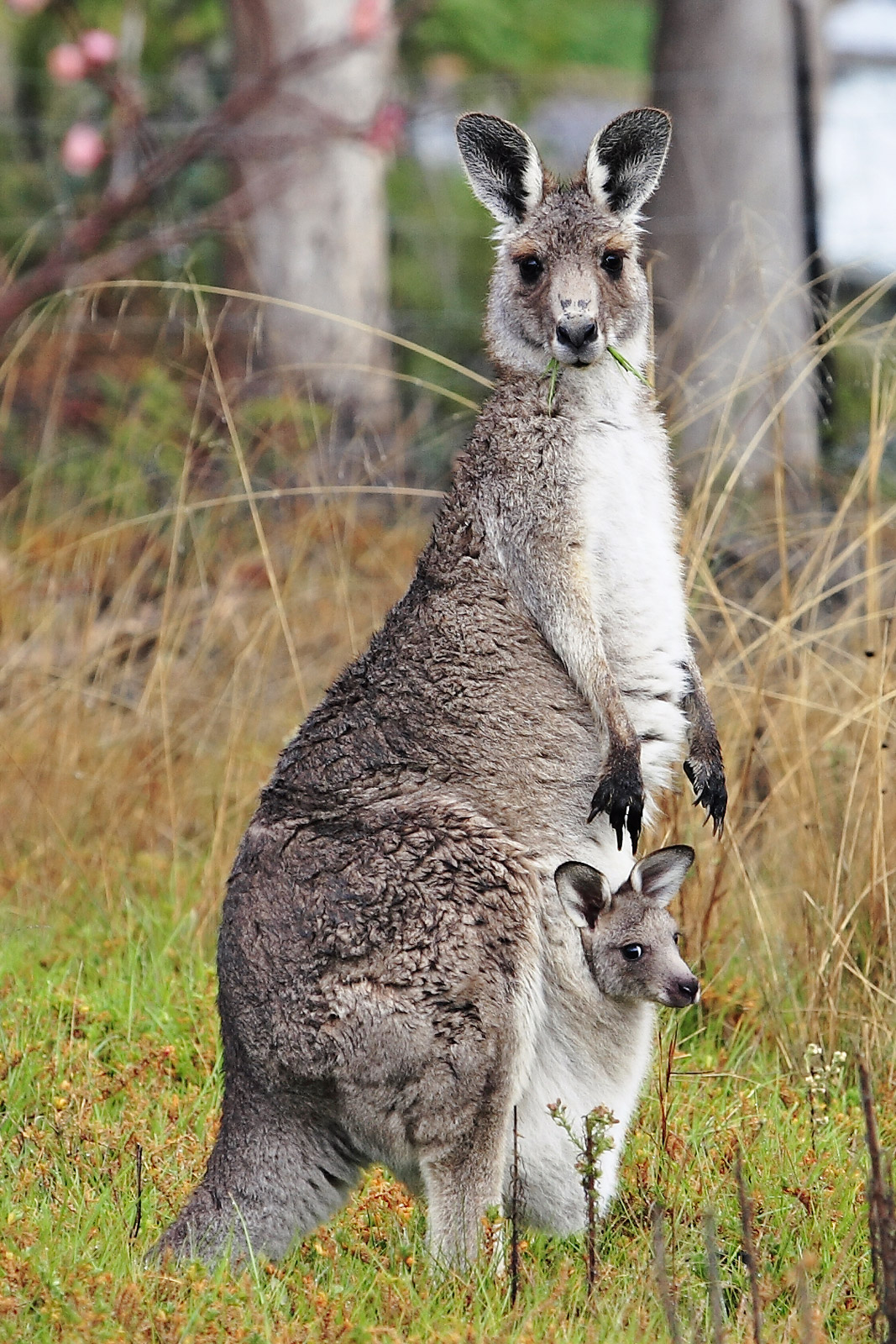
Macropus giganteus
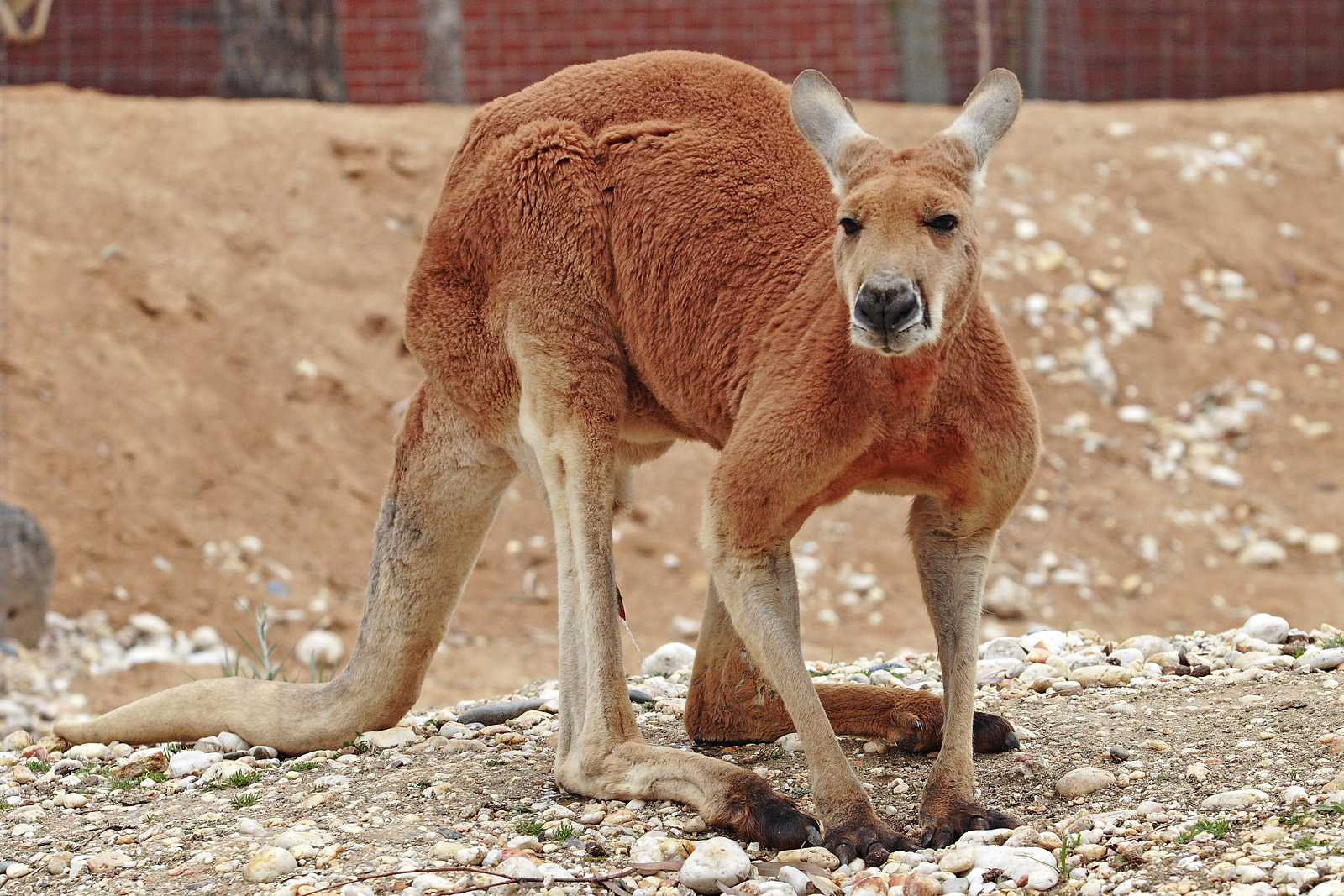
Macropus rufus
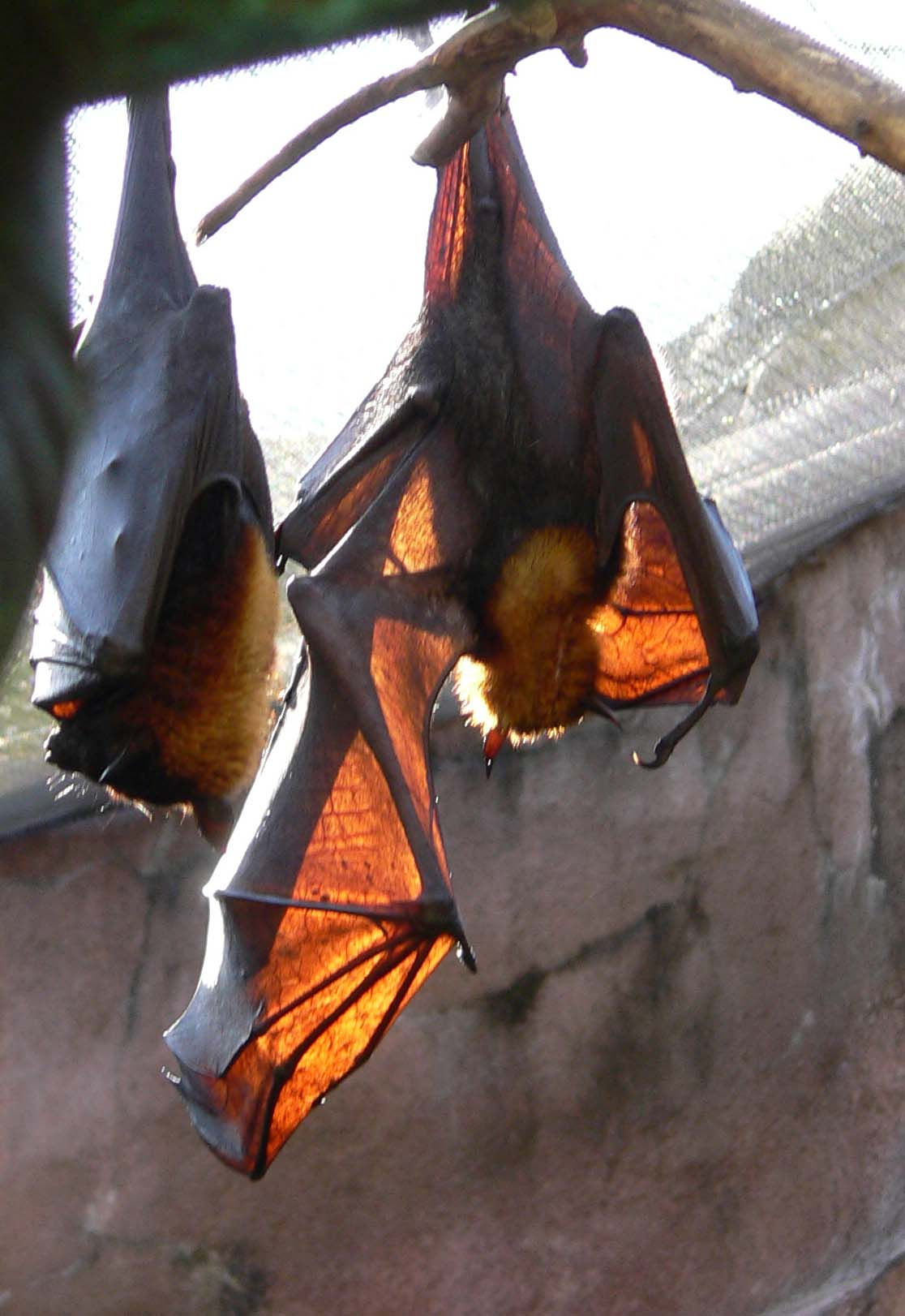
Pteropus vampyrus
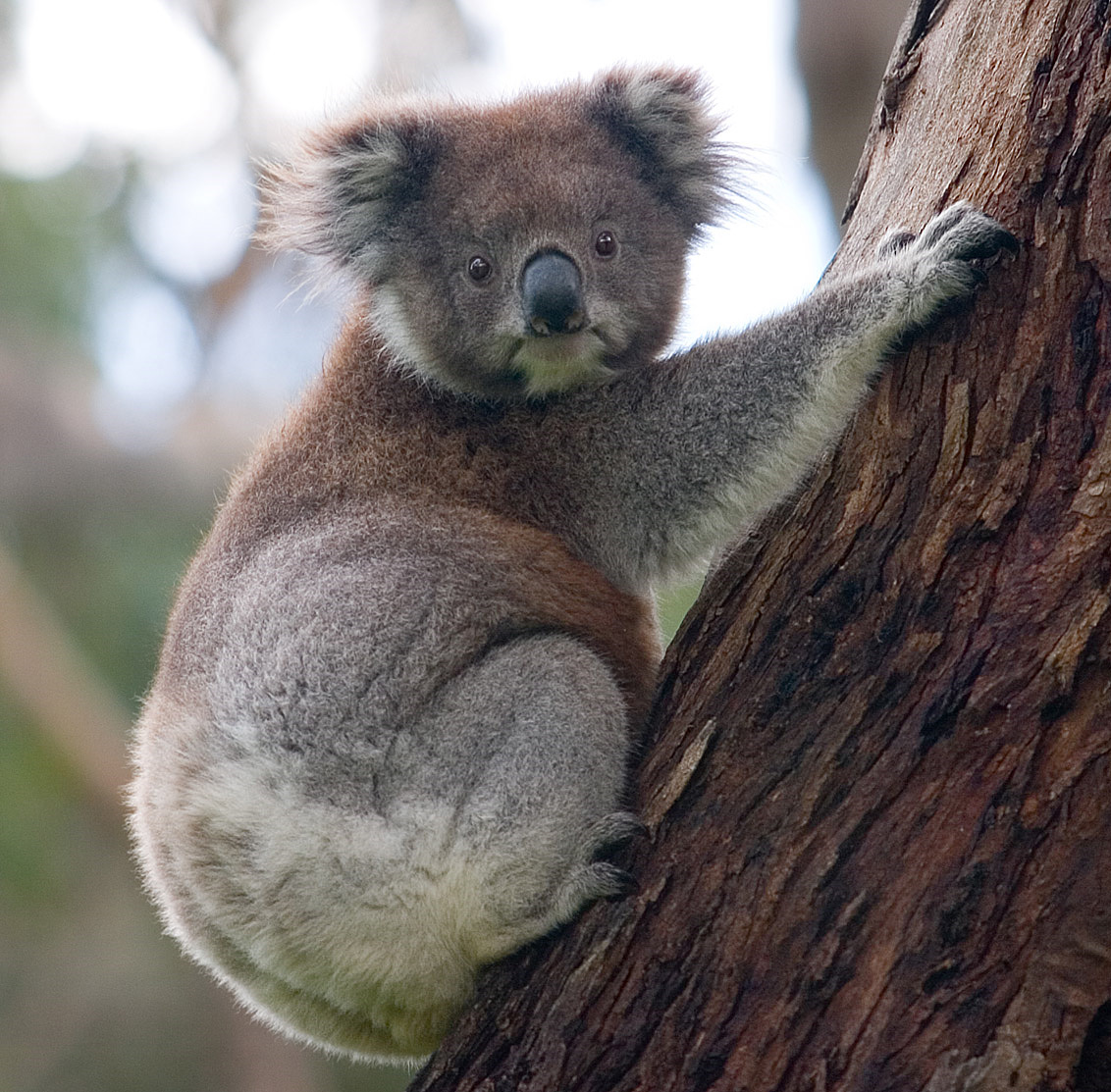
Phascolarctos cinereus
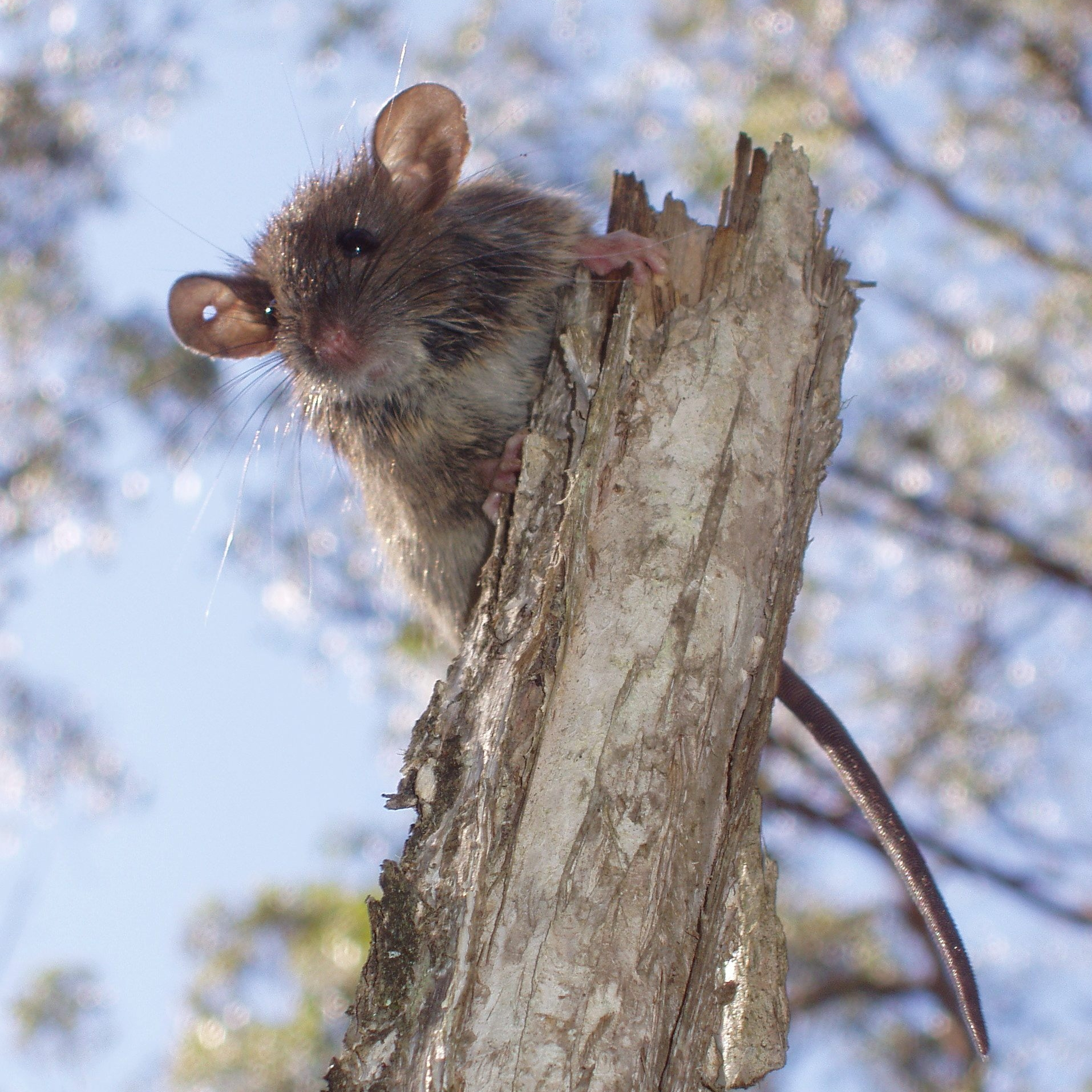
Rattus fuscipes
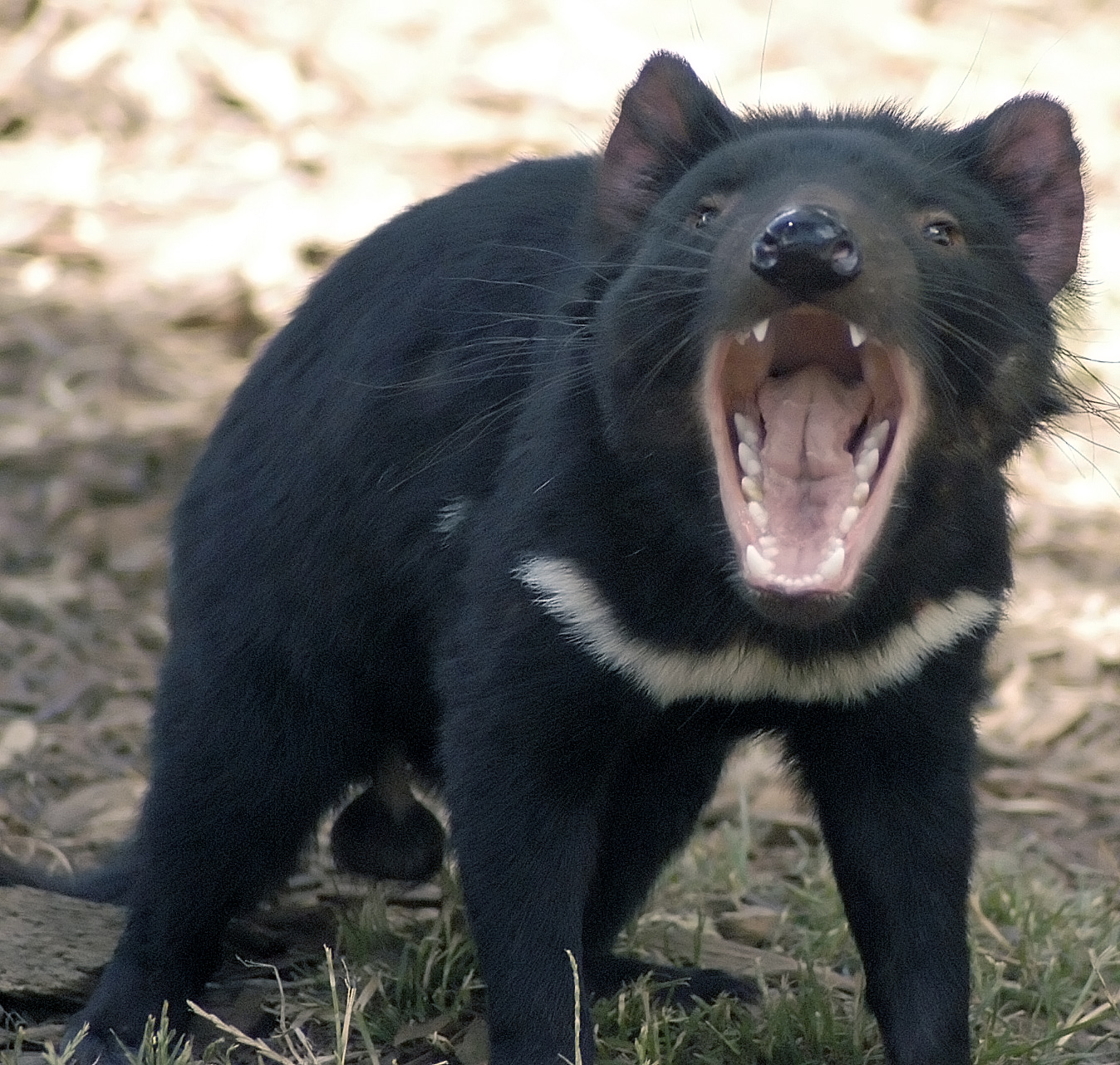
Sarcophilus harrisii
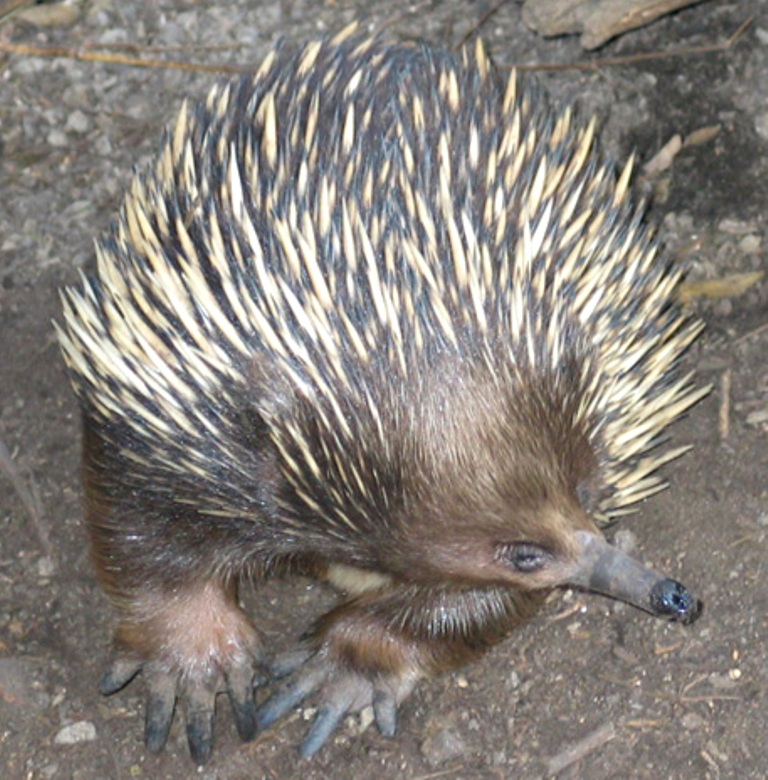
Ехидна, Tachyglossus aculeatus
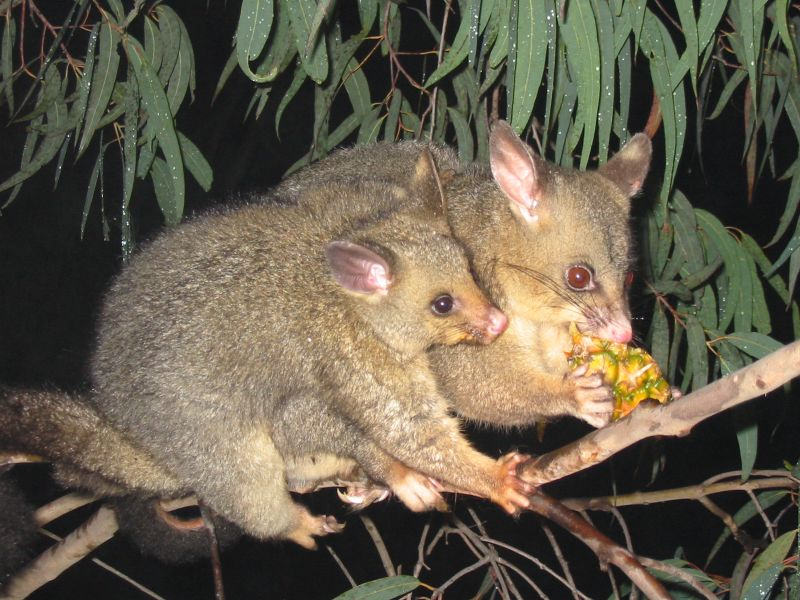
Trichosurus vulpecula
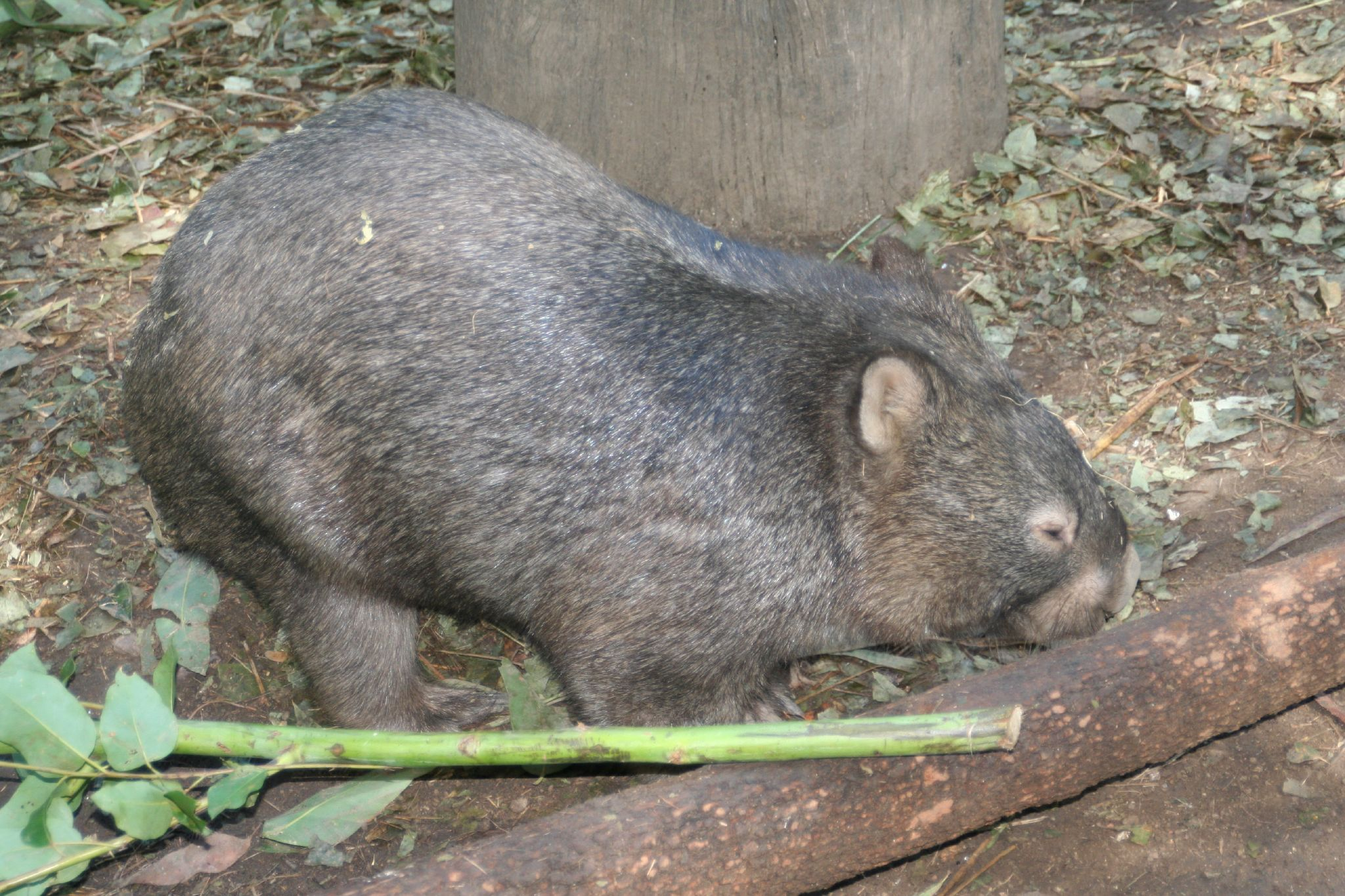
Вомбат, Vombatus ursinus
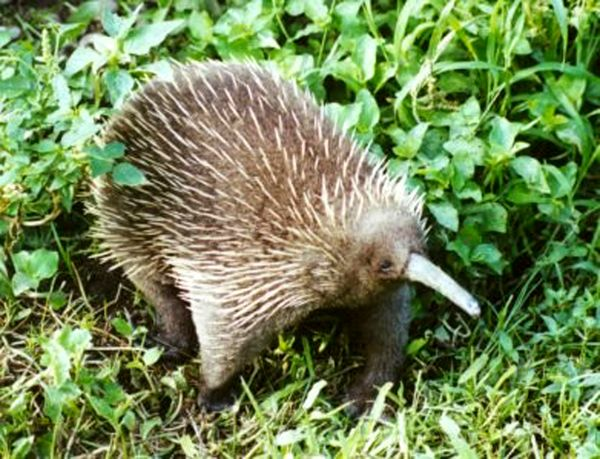
Zaglossus bruijni